# Йотей
Йотей-сан (яп. 羊蹄山 Ё:тэй-дзан, «Гора Ётэй») — активный стратовулкан на японском острове Хоккайдо. Является частью национального парка Сикоцу-Тоя и популярным туристическим объектом. Высота пика вулкана составляет 1898 м. Ётэй часто называют «Эдзо Фудзи», поскольку он напоминает более известную гору Фудзияма.

## Геология
Йотей имеет симметричную форму и состоит в основном из андезитов и дацитов. Данные тефрохронологии показали, что последнее извержение произошло около 1050 года до нашей эры. Предыдущее извержение предположительно произошло 3550 года до нашей эры.